# テレサ・J・ゴンサルベス
テレサ・J・ゴンサルベス（英: Theresa J. Gonsalves、1958年11月24日 - ）は、アメリカ合衆国の女性作家。
マサチューセッツ州ボストン出身。16歳からマイケル・ジャクソンと交友関係にあった人物として知られる。小学生の時から毎日マイケル宛に手紙（ファンレター）を送り続けたことがきっかけとなりマイケルと出会う。
マイケルの最初のガールフレンドだったとも噂され、1984年にはスター・マガジンにビリー・ジーンのモデルになった女性として取り上げられた。少年期からのマイケルを知る人物として、ケーブルテレビ・チャンネルVH1特番「Michael Jackson's Secret Childhood」にも出演した。 マイケルの死後、彼へ宛てた手紙という形式でマイケルとの交際を書いた本『Remember the Time』を出版した。

## 作品リスト
- Remember the Time (2009)
- The Man In The Woods (2004)
- Obsessions (2004)